# Лалуеса
Лалуеса (ісп. Lalueza) — муніципалітет в Іспанії, у складі автономної спільноти Арагон, у провінції Уеска. Населення — 1132 особи (2009).
Муніципалітет розташований на відстані близько 330 км на північний схід від Мадрида, 35 км на південь від Уески.
На території муніципалітету розташовані такі населені пункти: (дані про населення за 2009 рік)
- Лалуеса: 621 особа
- Марсен: 81 особа
- Сан-Лоренсо-дель-Флумен: 399 осіб

## Демографія
Динаміка населення (INE ):